# Клодзіно (Каменський повіт)
Клодзіно (пол. Kłodzino) — село в Польщі, у гміні Ґольчево Каменського повіту Західнопоморського воєводства.
Населення — 112 осіб (2011).
У 1975-1998 роках село належало до Щецинського воєводства.

## Демографія
Демографічна структура станом на 31 березня 2011 року:
|          | Загалом | Допрацездатний вік | Працездатний вік | Постпрацездатний вік |
| -------- | ------- | ------------------ | ---------------- | -------------------- |
| Чоловіки | 60      | 9                  | 44               | 7                    |
| Жінки    | 52      | 6                  | 33               | 13                   |
| Разом    | 112     | 15                 | 77               | 20                   |